# Шульгин, Геннадий Григорьевич
Геннадий Григорьевич Шульгин (14 августа 1941, Москва — 11 мая 2022, Москва) — редактор и руководитель лаборатории журнала «Радио», профессиональный разработчик, конструктор и наладчик радиоаппаратуры.

## Биография
Один из старейших радиолюбителей-коротковолновиков России (позывной UA3ACM, позже — UZ3AU, затем — RZ3CC). Будучи радиооператором экстра-класса, наибольшую известность приобрёл как разработчик и настройщик радиоаппаратуры.
В лаборатории журнала «Радио» специально для повторения начинающими радиолюбителями в соавторстве с Б. Г. Степановым, Геннадий Шульгин разработал «Радио-76» — коротковолновый трансивер для любительской радиосвязи. Этот трансивер приобрёл большую популярность в СССР и даже выпускался промышленностью в виде набора для самостоятельной сборки и в виде готовой конструкции («Электроника-Контур-80», «Электроника-160RX»). Также была выпущена усовершенствованная модификация данного трансивера под названием «Радио-76М2».
Участник многих радиоэкспедиций.
При его непосредственном участии был реализован проект, позволивший экипажам орбитальной станции «Мир» вести любительскую радиосвязь из космического пространства.
Работая в журнале «Радио», неоднократно выезжал в места стихийных бедствий (Чернобыль, Ленинакан, Иран, Афганистан), оказывая помощь людям средствами любительского радио.
Геннадий Шульгин стоял у истоков создания в Звёздном городке любительской коллективной радиостанции RT3F (RK3DZB).
Почётный член Общества друзей радио.
Скончался 11 мая 2022 года после тяжёлой и продолжительной болезни.

## Награды
- Указом Президента СССР от 13.09.1990 № УП-733 «О награждении тов. Шульгина Г. Г.» за мужество и самоотверженные действия, проявленные при ликвидации последствий землетрясения в Армянской ССР награждён орденом «За личное мужество»[5].
- Медаль имени Э. Т. Кренкеля за выдающийся мировой вклад в развитие радиолюбительского движения (2018, медаль № 2)[6].